# Etelka Barsiné Pataky
Etelka Barsiné Pataky, madžarska inženirka, veleposlanica in političarka, * 15. september 1941, Budimpešta, † 4. februar 2018.
Med letoma 1994 in 1998 je bila članica parlamenta Madžarske in od leta 2004 članica Evropskega parlametna.